# Bocelli
Bocelli är ett musikalbum av Andrea Bocelli med ballader som släpptes 1995 av musikförlaget Polydor. Låt 1-10 är producerad av Mauro Malavasi. Låt 11 är producerad av Frank Peterson.

## Låtlista
1. Con Te Partirò (4:09)
2. Per Amore (4:41)
3. Macchine Da Guerra (4:08)
4. E Chiove (4:21)
5. Romanza (3:41)
6. The Power Of Love (5:05)
7. Vivo Per Lei - Ich Lebe Für Sie (4:23) Vokalister: Andrea Bocelli och Judy Weiss
8. Le Tue Parole (3:57)
9. Sempre Sempre (4:18)
10. Voglio Restare Cosi (3:51)
11. Time To Say Goodbye (Con Te Partirò) (4:04) Vokalister: Andrea Bocelli och Sarah Brightman